# Center for Konfliktløsning
Center for Konfliktløsning - i daglig tale ofte CfK - er en non-profit NGO, der gennem blandt andet kursusvirksomhed, aktiv konflikthåndtering (der i blandt mægling), samarbejdsprojekter, anonym gratis rådgivning og andet søger at udbrede kendskab til – og arbejde for – fredelig konfliktløsning. Centeret tjener penge gennem sin kursusvirksomhed og disse penge går ind i organisationens frivillige og almennyttige arbejde. Centeret arbejder ud fra et værdigrundlag om ikkevold inspireret af Mahatma Gandhi.
Centerets formål er at udbrede kendskabet til – og arbejde for – fredelig konfliktløsning nationalt og internationalt, at uddanne mennesker og organisationer til at løse konflikter og at udvikle og formidle konfliktløsningsteorier og -metoder 

## Historie
Center for Konfliktløsning blev stiftet i 1994 af tidligere medlem af EU-parlamentet for Folkebevægelsen mod EF Else Hammerich.
Organisation
CfK har fra 1994-2015 haft en række centerledere: Else Hammerich, Lotte Christy, Palle Westergaard, Henrik Rosager, Aase Rieck Sørensen og Keld Kunze.
CfK ændrede sin organisation i 2015-2016 og fungerer i dag uden en centerleder, men med udstrakt selvforvaltning i henholdsvis virksomheden og de frivillige grupper. CfK's indtægtsdækkede virksomhed har en ledelse bestående af tre undervisere og en administrator. Foreningens frivillige arbejde koordineres af en frivilligleder.
Foreningens bestyrelse har det overordnede økonomiske og juridiske ansvar. 
Lokaler
Centeret har haft lokaler på forskellige adresser på Nørrebro og en overgang også på Frederiksberg. Fra april 2018 kommer centeret til at have adresse i Wesselsgade 2, st., 2200 København N.

## Internationalt
Center for Konfliktløsning har været involveret i en række internationale projekter og samarbejder.
Dharamsala: er hjemsted for Tibets eksilregering  og det er også i Dharamsala at Center for Konfliktløsning har støttet etableringen af det Tibetanske Center for Konfliktløsning. Kimen til centeret blev lagt da daværende leder af det danske Center for Konfliktløsning, Else Hammerich, mødte Dalai Lama under et besøg i København. Efter dette møde tog Else Hammerich, sammen med Bjarne Vestergaard fra Center for Konfliktløsning til Dharamsala i Indien og indledte et intensivt træningsforløb om konflikthåndtering og demokratiske processer. Forløbet sluttede i april, 2001 og det Tibetanske Center for Konfliktløsning begyndte deres aktiviteter maj, 2001.
Rumænien: Center for Konfliktløsning stod i perioden 2003-2006 i spidsen for et projekt der skulle træne det rumænske politi i konfliktløsning mellem etniske minoritetsgrupper og politiet. Projektet var et samarbejde mellem Center for Konfliktløsning og følgende organisationer; Roma Center for Intervention and Studies (Criss Arkiveret 1. september 2011 hos  Wayback Machine), det rumænske indenrigsministerium, Regional Facilitation and Negotiation Center, og Institut for Menneskerettigheder Se side 24 i IMRs årsberetning for 2003 Arkiveret 8. april 2011 hos  Wayback Machine
Studietur til Sydafrika: Under en studietur til Sydafrika, arrangeret i samarbejde med Ungdomsbyen, afholdt centeret en workshop sammen med en af de skoler der blev besøgt. 

## Medlemsorganisation
Center for Konfliktløsning er en medlemsorganisation med ca. 250 medlemmer fordelt på enkeltindivider og organisationer. Centeret laver en række aktiviteter for medlemmerne, blandt andet en række temaaftener, kaldet Dialogzoner, der fokuserer på et særligt konfliktfagligt område. Alle medlemmer er stemmeberettiget ved centerets generalforsamling.

## Publikationer
Center for Konfliktløsning har igennem tiden udgivet og bidraget til en række publikationer der sætter fokus på nogle af centerets arbejdsområder:
- Konflikt og kontakt er Center for Konfliktløsnings grundbog skrevet af Else Hammerich og Kirsten Frydensberg. Den udkom i sin første udgave i 2006 og er siden kommet i to reviderede udgaver.
- Når unge er i konflikt – Mægling som middel Arkiveret 5. februar 2011 hos  Wayback Machine er et inspirationskatalog til folk der arbejder med unge i konflikt.
- Conflict Resolution – Working with conflicts Arkiveret 19. oktober 2011 hos  Wayback Machine er en engelsksproget publikation med en kort introduktion til centeret og de metoder centeret arbejder med.
- Vi skaber fred Arkiveret 5. februar 2011 hos  Wayback Machine er et undervisningshæfte udgivet i forbindelse med et landsdækkende skoleprojekt for 0.-10. klasser i 2007. Center for Konfliktløsning bidrag bestod i en artikel om elevmægling.

Se flere publikationer på CfK's hjemmeside

## Ekstern henvisning
- http://konfliktloesning.dk